# موج‌فشان‌های چابهار
موج‌فشان‌های چابهار، یکی از پدیده‌های دریایی منحصر به فرد در شهرستان چابهار می‌باشند. علت پدیده موج‌فشان، وزش بادهای موسمی در ماه‌های زیادی از سال و در نتیجه تولید موج‌هایی است که در برخورد با صخره‌ها تا بلندای ۲۰ متر به هوا پرتاب می‌شوند. اوج این پدیده در چابهار در فصل تابستان است. موج‌فشان را در منطقهٔ دریابزرگ چابهار می‌توان دید.